# FA Cup 2013/14
Der FA Cup 2013/14 ist die 133. Austragung des weltweit ältesten Fußballpokalturniers The Football Association Challenge Cup, oder FA Cup. Diese Pokalsaison begann mit 737 Vereinen.
Der Pokalwettbewerb begann am 17. August 2013 mit der Extra-Vorrunde und endete mit dem Finale im Wembley Stadium in London am 17. Mai 2014. Der FC Arsenal gewann hier den Titel gegen Hull City mit einem 3:2-Sieg nach Verlängerung.

## Kalender
| Runde                              | Datum              | Spiele | Vereine   | Neueinstiege | Prämien                                  | Spieler der Runde                     |
| ---------------------------------- | ------------------ | ------ | --------- | ------------ | ---------------------------------------- | ------------------------------------- |
| Extra-Vorrunde                     | 17. August 2013    | 185    | 737 → 552 | 370          | 1.500 £                                  | keiner                                |
| Vorrunde                           | 31. August 2013    | 160    | 552 → 392 | 135          | 1.925 £                                  | keiner                                |
| Erste Qualifikationsrunde          | 14. September 2013 | 116    | 392 → 276 | 72           | 3.000 £                                  | Russ Dunkley (Rushden & Diamonds)     |
| Zweite Qualifikationsrunde         | 28. September 2013 | 80     | 276 → 196 | 44           | 4.500 £                                  | Elliott Durrell (Hednesford Town)     |
| Dritte Qualifikationsrunde         | 12. Oktober 2013   | 40     | 196 → 156 | keine        | 7.500 £                                  | Joe Parker (Gloucester City)          |
| Vierte Qualifikationsrunde         | 26. Oktober 2013   | 32     | 156 → 124 | 24           | 12.500 £                                 | Rob Ogleby (FC Wrexham)               |
| Erste Hauptrunde                   | 9. November 2013   | 40     | 124 → 84  | 48           | 18.000 £                                 | Sam Clucas (Mansfield Town)           |
| Zweite Hauptrunde                  | 7. Dezember 2013   | 20     | 84 → 64   | keine        | 27.000 £                                 | Michael Gash (Kidderminster Harriers) |
| Dritte Hauptrunde                  | 4. Januar 2014     | 32     | 64 → 32   | 44           | 67.500 £                                 | Jamie Paterson (Nottingham Forest)    |
| Vierte Hauptrunde                  | 25. Januar 2014    | 16     | 32 → 16   | keine        | 90.000 £                                 | Ali al-Habsi (Wigan Athletic)         |
| Fünfte Hauptrunde                  | 15. Februar 2014   | 8      | 16 → 8    | keine        | 180.000 £                                | Ben Hamer (Charlton Athletic)         |
| Sechste Hauptrunde (Viertelfinale) | 8. März 2014       | 4      | 8 → 4     | keine        | 360.000 £                                | David Meyler (Hull City)              |
| Halbfinale                         | 12.–13. April 2014 | 2      | 4 → 2     | keine        | Sieger: 900.000 £ Verlierer: 450.000 £   |                                       |
| Finale                             | 17. Mai 2014       | 1      | 2 → 1     | keine        | Sieger: 1.800.000 £ Verlierer: 900.000 £ |                                       |

## Modus
Kompletter Überblick bei: FA Cup
Der FA Cup wird in Runden ausgespielt. Teilnehmen kann jede Mannschaft, die ein bestimmtes Leistungsniveau hat und ein angemessenes Spielfeld besitzt. Die Paarungen jeder Runde werden in einer offenen Auslosung ohne Setzliste ausgelost. Die zuerst gezogene Mannschaft hat Heimrecht. Endet das Spiel unentschieden, findet ein Rückspiel auf dem Platz der anderen Mannschaft statt. Endet das Rückspiel ebenfalls unentschieden geht das Spiel in Verlängerung bzw. Elfmeterschießen. Dieser Modus geht bis zur sechsten Hauptrunde. Ab dem Halbfinale gibt es nur ein Spiel ggf. mit Verlängerung und Elfmeterschießen.
Einige Mannschaften sind von bestimmten Runden freigestellt:
- In der zweiten Qualifikationsrunde kommen die Mannschaften der Conference North/South (6. Spielklasse des englischen Ligabetriebes) hinzu.
- In der vierten Qualifikationsrunde kommen die Mannschaften der Conference National (5. Spielklasse des englischen Ligabetriebes) hinzu.
- In der ersten Hauptrunde kommen die Mannschaften der League 1 und 2 der Football League (3. und 4. Spielklasse des englischen Ligabetriebes) hinzu.
- In der dritten Hauptrunde am ersten Januarwochenende kommen die Mannschaften des Football League Championship (2. Spielklasse des englischen Ligabetriebes) und der Premier League (1. Spielklasse des englischen Ligabetriebes) hinzu

Die Halbfinalspiele finden auf neutralem Platz, das Finale im Wembley-Stadion statt.
Jeder Sieger erhält eine Prämie aus den Fernsehgeldern, die nach Runde gestaffelt ist.

## Hauptrunde

### Erste Hauptrunde
In der ersten Hauptrunde treten die jeweils 24 Mannschaften der Football League One bzw. Two in den Wettbewerb ein.
Die Auslosung der ersten Hauptrunde fand am 27. Oktober 2013 statt. Die Spiele wurden vom 8. November bis 5. Dezember 2013 ausgetragen.
|                        | Ergebnis |                         | Zuschauer |
| ---------------------- | -------- | ----------------------- | --------- |
| FC Morecambe           | 0:3      | Southend United         | 1.475     |
| FC Walsall             | 3:0      | Shrewsbury Town         | 3.004     |
| FC Boreham Wood        | 0:0      | Carlisle United         | 901       |
| St Albans City         | 1:8      | Mansfield Town          | 3.251     |
| Milton Keynes Dons     | 4:1      | FC Halifax Town         | 4.049     |
| Bristol Rovers         | 3:3      | York City               | 4.654     |
| FC Tamworth            | 1:0      | Cheltenham Town         | 1.566     |
| Grimsby Town           | 0:0      | Scunthorpe United       | 8.306     |
| FC Bury                | 0:0      | Cambridge United        | 1.712     |
| Corby Town             | 1:2      | Dover Athletic          | 1.387     |
| Colchester United      | 2:3      | Sheffield United        | 2.509     |
| Oxford United          | 2:2      | FC Gateshead            | 3.114     |
| Hartlepool United      | 3:2      | Notts County            | 3.313     |
| FC Wrexham             | 3:1      | Alfreton Town           | 2.415     |
| FC Chesterfield        | 2:0      | Daventry Town           | 5.269     |
| Bristol City           | 3:0      | Dagenham & Redbridge    | 3.763     |
| AFC Wimbledon          | 1:3      | Coventry City           | 3.379     |
| Preston North End      | 6:0      | FC Barnet               | 5.217     |
| Burton Albion          | 2:0      | Hereford United         | 2.069     |
| Rotherham United       | 3:0      | Bradford City           | 7.667     |
| FC Gillingham          | 1:1      | Brackley Town           | 3.004     |
| FC Salisbury City      | 4:2      | FC Dartford             | 1.313     |
| Accrington Stanley     | 0:1      | Tranmere Rovers         | 1.711     |
| FC Brentford           | 5:0      | Staines Town            | 5.263     |
| FC Stevenage           | 2:1      | FC Portsmouth           | 2.829     |
| Shortwood United       | 0:4      | Port Vale               | 1.247     |
| Leyton Orient          | 5:2      | FC Southport            | 3.014     |
| Peterborough United    | 2:0      | Exeter City             | 3.379     |
| Torquay United         | 0:2      | AFC Rochdale            | 1.976     |
| Braintree Town         | 1:1      | Newport County          | 1.004     |
| Oldham Athletic        | 1:1      | Wolverhampton Wanderers | 3.916     |
| Lincoln City           | 0:0      | Plymouth Argyle         | 2.924     |
| Kidderminster Harriers | 4:1      | Sutton United           | 2.045     |
| Hednesford Town        | 1:2      | Crawley Town            | 2.231     |
| FC Stourbridge         | 4:1      | Biggleswade Town        | 1.605     |
| Welling United         | 2:1      | Luton Town              | 1.555     |
| Macclesfield Town      | 4:0      | Swindon Town            | 1.835     |
| Wycombe Wanderers      | 1:1      | Crewe Alexandra         | 1.929     |
| Gloucester City        | 0:2      | Fleetwood Town          | 1.183     |
| Bishop’s Stortford FC  | 1:2      | Northampton Town        | 2.545     |

#### Wiederholungsspiele
|                         | Ergebnis |                   | Zuschauer |
| ----------------------- | -------- | ----------------- | --------- |
| Carlisle United         | 2:1      | FC Boreham Wood   | 1.484     |
| York City               | 2:3      | Bristol Rovers    | 2.051     |
| Scunthorpe United       | 1:2      | Grimsby Town      | 5.699     |
| Cambridge United        | 2:1      | FC Bury           | 3.342     |
| FC Gateshead            | 0:1 n.V. | Oxford United     | 2.632     |
| Brackley Town           | 1:0      | FC Gillingham     | 1.772     |
| Newport County          | 1:0      | Braintree Town    | 1.406     |
| Wolverhampton Wanderers | 1:2      | Oldham Athletic   | 4.226     |
| Plymouth Argyle         | 5:0      | Lincoln City      | 3.324     |
| Crewe Alexandra         | 0:2      | Wycombe Wanderers | 1.695     |

### Zweite Hauptrunde
Die Auslosung der zweiten Hauptrunde fand am 10. November 2013 statt. Die Spiele wurden vom 6. Dezember 2013 bis 8. Januar 2014 absolviert.
|                        | Ergebnis |                   | Zuschauer |
| ---------------------- | -------- | ----------------- | --------- |
| Cambridge United       | 0:2      | Sheffield United  | 4.593     |
| Wycombe Wanderers      | 0:1      | Preston North End | 2.249     |
| Port Vale              | 4:1      | FC Salisbury City | 4.658     |
| Bristol Rovers         | 0:0      | Crawley Town      | 4.623     |
| Milton Keynes Dons     | 1:0      | Dover Athletic    | 4.060     |
| Carlisle United        | 3:2      | FC Brentford      | 2.581     |
| Macclesfield Town      | 3:2      | Brackley Town     | 2.438     |
| FC Chesterfield        | 1:3      | Southend United   | 4.067     |
| Oldham Athletic        | 1:1      | Mansfield Town    | 3.429     |
| Rotherham United       | 1:2      | AFC Rochdale      | 4.975     |
| Peterborough United    | 5:0      | Tranmere Rovers   | 3.269     |
| Hartlepool United      | 1:1      | Coventry City     | 2.898     |
| Kidderminster Harriers | 4:2      | Newport County    | 2.636     |
| Plymouth Argyle        | 3:1      | Welling United    | 4.706     |
| FC Wrexham             | 1:2      | Oxford United     | 2.906     |
| Fleetwood Town         | 1:1      | Burton Albion     | 2.119     |
| Grimsby Town           | 2:0      | Northampton Town  | 3.828     |
| Leyton Orient          | 1:0      | FC Walsall        | 2.604     |
| FC Tamworth            | 1:2      | Bristol City      | 2.860     |
| FC Stevenage           | 4:0      | FC Stourbridge    | 2.160     |

#### Wiederholungsspiele
|                | Ergebnis |                   | Zuschauer |
| -------------- | -------- | ----------------- | --------- |
| Crawley Town   | 1:2      | Bristol Rovers    | 2.435     |
| Mansfield Town | 1:4      | Oldham Athletic   | 2.836     |
| Coventry City  | 2:1      | Hartlepool United | 1.214     |
| Burton Albion  | 1:0      | Fleetwood Town    | 1.777     |

### Dritte Hauptrunde
In dieser Runde treten die Mannschaften der FA Premier League (20 Teams) und die Mannschaften des Football League Championship (24 Teams) in den Wettbewerb ein.
Die Auslosung der dritten Hauptrunde fand am 8. Dezember 2013 statt. Die Spiele wurden vom 4. bis 21. Januar 2014 absolviert.
|                        | Ergebnis |                     | Zuschauer |
| ---------------------- | -------- | ------------------- | --------- |
| FC Barnsley            | 1:2      | Coventry City       | 7.439     |
| Yeovil Town            | 4:0      | Leyton Orient       | 3.667     |
| FC Liverpool           | 2:0      | Oldham Athletic     | 44.102    |
| Nottingham Forest      | 5:0      | West Ham United     | 14.397    |
| Bristol City           | 1:1      | FC Watford          | 10.615    |
| Southend United        | 4:1      | FC Millwall         | 7.923     |
| FC Middlesbrough       | 0:2      | Hull City           | 15.571    |
| West Bromwich Albion   | 0:2      | Crystal Palace      | 12.700    |
| Kidderminster Harriers | 0:0      | Peterborough United | 3.858     |
| Doncaster Rovers       | 2:3      | FC Stevenage        | 3.899     |
| Stoke City             | 2:1      | Leicester City      | 16.884    |
| FC Southampton         | 4:3      | FC Burnley          | 15.077    |
| Newcastle United       | 1:2      | Cardiff City        | 31.166    |
| AFC Rochdale           | 2:0      | Leeds United        | 8.255     |
| Wigan Athletic         | 3:3      | Milton Keynes Dons  | 6.960     |
| Charlton Athletic      | 2:2      | Oxford United       | 5.566     |
| Manchester United      | 1:2      | Swansea City        | 73.190    |
| Port Vale              | 2:2      | Plymouth Argyle     | 5.511     |
| Norwich City           | 1:1      | FC Fulham           | 21.703    |
| Aston Villa            | 1:2      | Sheffield United    | 24.038    |
| Macclesfield Town      | 1:1      | Sheffield Wednesday | 5.873     |
| AFC Sunderland         | 3:1      | Carlisle United     | 21.973    |
| Bolton Wanderers       | 2:1      | FC Blackpool        | 11.180    |
| Blackburn Rovers       | 1:1      | Manchester City     | 18.813    |
| FC Everton             | 4:0      | Queens Park Rangers | 32.283    |
| Brighton & Hove Albion | 1:0      | FC Reading          | 20.696    |
| FC Arsenal             | 2:0      | Tottenham Hotspur   | 59.476    |
| Birmingham City        | 3:0      | Bristol Rovers      | 9.914     |
| Grimsby Town           | 2:3      | Huddersfield Town   | 6.504     |
| Ipswich Town           | 1:1      | Preston North End   | 13.534    |
| Derby County           | 0:2      | FC Chelsea          | 32.110    |
| AFC Bournemouth        | 4:1      | Burton Albion       | 10.343    |

#### Wiederholungsspiele
|                     | Ergebnis |                        | Zuschauer |
| ------------------- | -------- | ---------------------- | --------- |
| FC Watford          | 2:0      | Bristol City           | 7.302     |
| Peterborough United | 2:3      | Kidderminster Harriers | 3.483     |
| Milton Keynes Dons  | 1:3 n.V. | Wigan Athletic         | 8.316     |
| Oxford United       | 0:3      | Charlton Athletic      | 3.225     |
| Plymouth Argyle     | 2:3      | Port Vale              | 6.474     |
| FC Fulham           | 3:0      | Norwich City           | 11.172    |
| Sheffield Wednesday | 4:1      | Macclesfield Town      | 12.302    |
| Manchester City     | 5:0      | Blackburn Rovers       | 35.000    |
| Preston North End   | 3:2      | Ipswich Town           | 6.088     |

### Vierte Hauptrunde
Die Auslosung der vierten Hauptrunde fand am 5. Januar 2014 statt. Die Spiele werden vom 24. Januar bis 4. Februar 2014 absolviert.
|                   | Ergebnis |                        | Zuschauer |
| ----------------- | -------- | ---------------------- | --------- |
| AFC Sunderland    | 1:0      | Kidderminster Harriers | 25.081    |
| Bolton Wanderers  | 0:1      | Cardiff City           | 12.750    |
| FC Southampton    | 2:0      | Yeovil Town            | 24.070    |
| Huddersfield Town | 0:1      | Charlton Athletic      | 10.120    |
| Port Vale         | 1:3      | Brighton & Hove Albion | 7.293     |
| Nottingham Forest | 0:0      | Preston North End      | 26.465    |
| Southend United   | 0:2      | Hull City              | 10.250    |
| AFC Rochdale      | 1:2      | Sheffield Wednesday    | 8.240     |
| FC Arsenal        | 4:0      | Coventry City          | 59.451    |
| FC Stevenage      | 0:4      | FC Everton             | 6.913     |
| Wigan Athletic    | 2:1      | Crystal Palace         | 9.542     |
| FC Chelsea        | 1:0      | Stoke City             | 40.845    |
| Manchester City   | 4:2      | FC Watford             | 46.514    |
| AFC Bournemouth   | 0:2      | FC Liverpool           | 11.475    |
| Birmingham City   | 1:2      | Swansea City           | 11.490    |
| Sheffield United  | 1:1      | FC Fulham              | 16.324    |

#### Wiederholungsspiele
|                   | Ergebnis |                   | Zuschauer |
| ----------------- | -------- | ----------------- | --------- |
| Preston North End | 0:2      | Nottingham Forest | 9.744     |
| FC Fulham         | 0:1 n.V. | Sheffield United  | 10.139    |

### Fünfte Hauptrunde
Die Auslosung der fünften Hauptrunde fand am 26. Januar 2014 statt. Die Spiele werden vom 15. bis zum 24. Februar 2014 absolviert.
|                        | Ergebnis |                   | Zuschauer |
| ---------------------- | -------- | ----------------- | --------- |
| Manchester City        | 2:0      | FC Chelsea        | 47.013    |
| Sheffield United       | 3:1      | Nottingham Forest | 25.118    |
| FC Arsenal             | 2:1      | FC Liverpool      | 59.801    |
| Brighton & Hove Albion | 1:1      | Hull City         | 21.352    |
| Cardiff City           | 1:2      | Wigan Athletic    | 17.123    |
| Sheffield Wednesday    | 1:2      | Charlton Athletic | 24.607    |
| AFC Sunderland         | 1:0      | FC Southampton    | 16.777    |
| FC Everton             | 3:1      | Swansea City      | 31.498    |

#### Wiederholungsspiel
|           | Ergebnis |                        |
| --------- | -------- | ---------------------- |
| Hull City | 2:1      | Brighton & Hove Albion |

### Sechste Hauptrunde (Viertelfinale)
Die Auslosung des Viertelfinales fand am 15. Februar 2014 statt.
Die Spiele wurden am 8. und 9. März 2014 absolviert.
|                  | Ergebnis |                   | Zuschauer |
| ---------------- | -------- | ----------------- | --------- |
| FC Arsenal       | 4:1      | FC Everton        | 59.719    |
| Hull City        | 3:0      | AFC Sunderland    | 20.047    |
| Sheffield United | 2:0      | Charlton Athletic | 30.048    |
| Manchester City  | 1:2      | Wigan Athletic    | 46.824    |

### Halbfinale
Die Auslosung des Halbfinales fand am 9. März 2014 statt.
Die Spiele wurden am Wochenende des 12. und 13. April 2014 am Wembley-Stadion absolviert.
|                | Ergebnis              |                  | Zuschauer |
| -------------- | --------------------- | ---------------- | --------- |
| Hull City      | 5:3                   | Sheffield United | 71.820    |
| Wigan Athletic | 1:1 n. V. (2:4 i. E.) | FC Arsenal       | 82.185    |

## Finale
| FC Arsenal                                                           | FC Arsenal | Hull City | Hull City | Aufstellung                            |
| -------------------------------------------------------------------- | --- | --- | --------- | -------------------------------------- |
| FC Arsenal                                                           | \| Samstag, 17. Mai 2014 um 17:00 Uhr (BST) in London (Wembley-Stadion) \| \| Ergebnis: 3:2 n. V. (2:2, 1:2) \| \| Zuschauer: 89.345 \| \| Schiedsrichter: Lee Probert (Wiltshire) \| \| Spielbericht \|                                                                         | \| Samstag, 17. Mai 2014 um 17:00 Uhr (BST) in London (Wembley-Stadion) \| \| Ergebnis: 3:2 n. V. (2:2, 1:2) \| \| Zuschauer: 89.345 \| \| Schiedsrichter: Lee Probert (Wiltshire) \| \| Spielbericht \|                                                   | Hull City | Aufstellung FC Arsenal gegen Hull City |
| FC Arsenal                                                           | Łukasz Fabiański – Bacary Sagna, Per Mertesacker, Laurent Koscielny, Kieran Gibbs – Aaron Ramsey, Mikel Arteta – Santi Cazorla (106. Jack Wilshere), Mesut Özil (106. Tomáš Rosický), Lukas Podolski (61. Yaya Sanogo) – Olivier Giroud Cheftrainer: Arsène Wenger ( Frankreich) | Allan McGregor – James Chester, Alex Bruce (67. Paul McShane), Curtis Davies – Ahmed Al-Muhammadi, David Meyler, Tom Huddlestone, Jake Livermore, Liam Rosenior (102. George Boyd) – Stephen Quinn (75. Sone Aluko), Matty Fryatt Cheftrainer: Steve Bruce | Hull City | Aufstellung FC Arsenal gegen Hull City |
| FC Arsenal                                                           | 1:2 Santi Cazorla (17.) 2:2 Laurent Koscielny (71.) 3:2 Aaron Ramsey (109.) | 0:1 James Chester (4.) 0:2 Curtis Davies (8.) | Hull City | Aufstellung FC Arsenal gegen Hull City |
| FC Arsenal                                                           | Olivier Giroud (85.) | Tom Huddlestone (60.), David Meyler (70.) | Hull City | Aufstellung FC Arsenal gegen Hull City |
| FC Arsenal                                                           | Spieler des Spiels: Aaron Ramsey | | Hull City | Aufstellung FC Arsenal gegen Hull City |
| Samstag, 17. Mai 2014 um 17:00 Uhr (BST) in London (Wembley-Stadion) | | |           |                                        |
| Ergebnis: 3:2 n. V. (2:2, 1:2)                                       | | |           |                                        |
| Zuschauer: 89.345                                                    | | |           |                                        |
| Schiedsrichter: Lee Probert (Wiltshire)                              | | |           |                                        |
| Spielbericht                                                         | | |           |                                        |